# Герасименко, Олег Владиславович
Олег Владиславович Герасименко (укр. Олег Владиславович Герасименко; род. 10 сентября 1967, Киев) — украинский дипломат. Чрезвычайный и Полномочный Посол Украины в Черногории (с 2022).

## Биография
Родилась 10 сентября 1967 года в Киеве. В 1994 году окончил факультет международного права Института международных отношений Киевского университета имени Тараса Шевченко.
В сентябре 1994 года начал свою профессиональную карьеру в Министерстве иностранных дел Украины.
С августа 1997 по февраль 2002 года работал в постоянном представительстве Украины при ООН в Нью-Йорке, а с октября 2005 по июнь 2009 года — заместителем постоянного представителя Украины при международных организациях в Вене.
С апреля 2002 по октябрь 2005 года работал руководителем отдела и заместителем начальника управления политического анализа и планирования Министерстве иностранных дел Украины.
В июне 2009 года перешёл на работу в Центр предотвращения конфликтов Секретариата ОБСЕ, где работал до декабря 2014 года в должности старшего политического сотрудника — руководителя подразделения Юго-Восточной Европы.
С января 2015 года назначен Послом по особым поручениям Департамента международного права, временно исполнял обязанности директора Департамента международного права Министерства иностранных дел Украины.
С января 2016 года — работал Послом по особым поручениям Департамента международных организаций Министерства иностранных дел Украины.
В 2016—2017 годах — руководитель рабочей группы по обеспечению членства Украины в Совете Безопасности ООН.
В 2018—2020 годах — руководитель рабочей группы по обеспечению членства Украины в Совете ООН по правам человека.
С ноября 2020 по июнь 2022 года занимал должность Директора шестого территориального департамента Министерства иностранных дел Украины.
4 мая 2022 года — Чрезвычайный и Полномочный Посол Украины в Черногории.
29 июля 2022 года — вручил верительные грамоты президенту Черногории Мило Джукановичу.

## Личная жизнь
Женат, имеет дочь и сына.

## Награды
- Орден «За заслуги» III ст. (22 декабря 2021) — за весомый личный вклад в укрепление международного сотрудничества Украины, многолетнюю плодотворную дипломатическую деятельность и высокий профессионализм[7]